# Miho Okasaki
Miho Okasaki (岡咲 美保 Okasaki Miho?, 22 de noviembre de 1998) es una actriz de voz japonesa afiliada a I'm Enterprise. Hizo su debut en 2017, interpretando principalmente papeles de fondo en series de anime, así como algunos papeles en videojuegos. En 2018 interpretó sus primeros papeles principales como Miku Nishio en Ongaku Shōjo y Rimuru Tempest en Tensei Shitara Slime Datta Ken.

## Filmografía

### Anime
2017
- Love Live! Sunshine!! (estudiante)[3]
- ClassicaLoid (niña)[3]
- Yōkai Apartment no Yūga na Nichijō (estudiante D)[3]
- Kekkai Sensen (niños)[3]
- Aikatsu Stars! (niños)[3]

2018
- Idolish7 (estudiante de secundaria A, clienta B, clienta A, otras)[3]
- Saiki Kusuo no Psi-nan (mujer B)[3]
- Rāmen Daisuki Koizumi-san (estudiante A)[3]
- Slow Start (niña)[3]
- Citrus (mujer)[3]
- Junji Ito Collection (mujer)[3]
- Shokugeki no Souma (estudiante B)[3]
- Golden Kamuy (niños)[3]
- High School DxD Hero (hermana zorra)[3]
- Last Period (MC)[3]
- Hoshin Engi (hija)
- Ongaku Shōjo (Miku Nishino)[4]
- Overlord III (Foil)[3]
- Gundam Build Divers (Miyu)[3]
- High Score Girl (Mori)[3]
- Tensei Shitara Slime Datta Ken (Rimuru Tempest)[5]

2019
- Kōya no Kotobuki Hikōtai (Maria)[3]
- Kimetsu no Yaiba (Teruko)[3]
- Lord El-Melloi II-sei no Jikenbo: Rail Zeppelin Grace Note (Yvette L. Lehrman)[3]
- Tensei Shitara Slime Datta Ken (Rimuru Tempest)

2020
- A3! (Mitsuru Minaki)
- Otome Game no Hametsu Flag Shika Nai Akuyaku Reijō ni Tensei Shiteshimatta... (Mary Hunt)
- Tensei Shitara Slime Datta Ken (Rimuru Tempest)

2021
- Tensei Shitara Slime Datta Ken (Rimuru Tempest)

### Películas
2020
- Seitokai Yakuindomo: The Movie 2 (Yū Hirose)[3]
- Sword Art Online: Alicization Lycoris (Medina Orthinanos)

2022
- Tensei Shitara Slime Datta Ken (Rimuru Tempest)

### Videojuegos
2017
- Quiz RPG: The World of Mystic Wiz (Aspina)[6]
- Hentai Shōjo: Formation Girls (Amy Johnson)[7]

2019
- Magia Record (Hanna Sarasa)

2021
- Tensei Shitara Slime Datta Ken: Maou to Ryuu no Kenkoku-tan (Rimuru Tempest)
- Alchemy Stars (Ophina)

Por determinar
- Grimm Echoes (Clock Rabbit)[8]
- Guardian Tales (Goddess of War Plitvice)